# Far Cry Instincts
Far Cry Instincts (2005) är ett av de datorspel som ingår i serien Far Cry. Spelet är utvecklat av Ubisoft och är släppt till Xbox. Denna titel var ursprungligen planerad att släppas till Playstation 2 och Gamecube men slutfördes aldrig med hänvisning till spelkonsolernas bristande kapacitet.